# Рагоно, Эмиль-Луи
Эмиль-Луи Рагоно (фр. Émile Louis Ragonot, 1813—1895) — французский энтомолог, один из лучших знатоков мелких чешуекрылых насекомых (Microlepidoptera), много поработавший также на поприще прикладной энтомологии. В 1885 году президент Энтомологического общества Франции. Его коллекция находится в Национальном музее естественной истории в Париже.

## Труды
Из 145 работ и заметок, посвящённых изучению бабочек, наиболее важные: «Essai sur la classification des Pyralites» («Ann. Soc. Ent. Fr.», [6], X, 1890) и «Monographie d. Phycitidae et d. Calleriidae» (П., 1893).